# Dreifaltigkeitskathedrale (Pakrac)

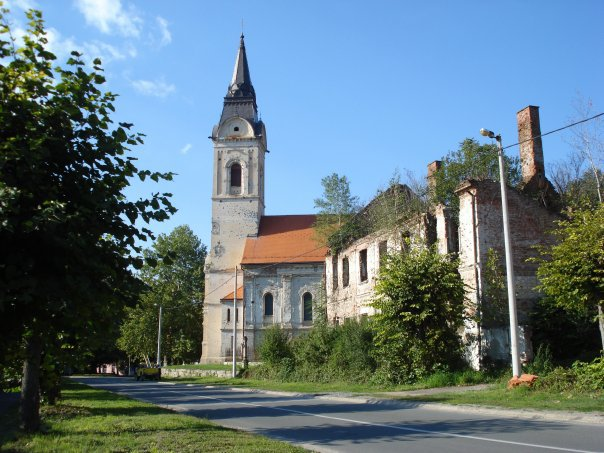
Die Dreifaltigkeitskathedrale in Pakrac

Die Dreifaltigkeitskathedrale (serbisch-kyrillisch Саборна црква Свете Тројице; lat. Saborna crkva Svete Trojice) in der westslawonischen Stadt Pakrac ist eine Serbisch-orthodoxe Kathedrale in Kroatien.
Die von 1745 bis 1768 erbaute Kathedrale ist der Heiligen Dreifaltigkeit geweiht. Sie der Sitz des Dekanats Pakrac-Daruvar und die Kathedrale der Eparchie Pakrac-Slawonien der Serbisch-orthodoxen Kirche. 

## Lage
Die Kirche befindet sich im Zentrum der kroatischen Stadt Pakrac in der Region Slawonien. Das Gotteshaus liegt am rechten Ufer des Flusses Pakra, eines linken Nebenflusses der Lonja. Die Pakra teilt Pakrac in ein linkes und ein rechtes Stadtgebiet auf.

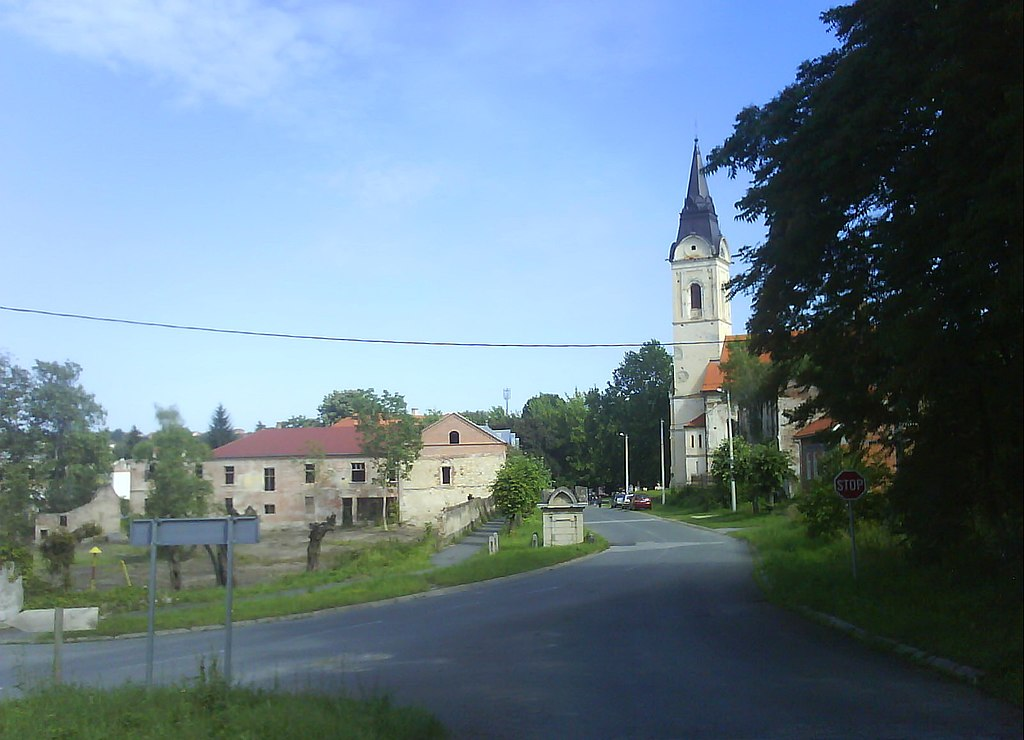
Serbisch-orthodoxe Kathedrale und Bischofspalast in Pakrac

Die Kirche liegt an der Kreuzung der Straßen Trg Bana Jelačić und Ulica 30. svibnja. Gegenüber steht der Serbisch-orthodoxe Bischofspalast der Eparchie Pakrac-Slawonien.

## Geschichte und Architektur

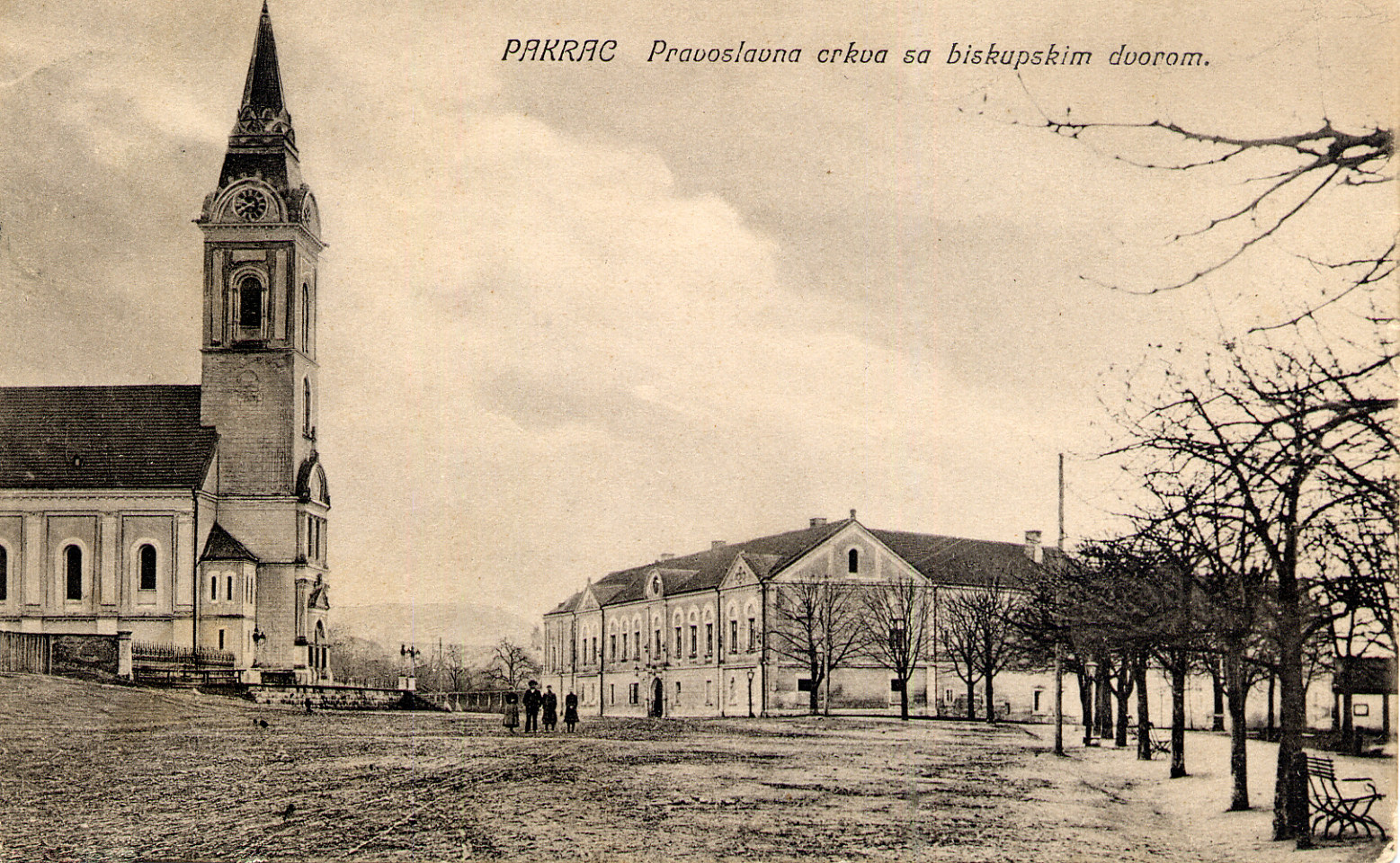
Die Kathedrale und der Bischofspalast im Jahre 1908

Die Kathedrale ist die größte und wichtigste Serbisch-orthodoxe Kirche von Pakrac, jedoch auch ihre einzige. In Pakrac stehen zudem zwei Römisch-katholische Kirchen.
Von 1745 bis 1768 wurde die Dreifaltigkeitskathedrale im Stil des Barock erbaut. Als ihr Erbauer gilt der damalige Bischof der Eparchie Pakarac-Slawonien Sofronije Jovanović. Er wurde 1757 in der Kathedrale beigesetzt. 
Von 1793 bis 1796 wurde die Kathedrale von berühmten Wiener Architekten Hermann Bollé, gebürtig aus Köln, erneuert. Er verpasste ihr Neubyzantinische Elemente. Eine wichtige Rolle bei der Restaurierung der Kathedrale hatte der damalige Eparch der Eparchie Miron (Nikolić). Die Kathedrale sowie der Bischofspalast sind eines der wichtigsten Denkmäler des Neobyzantinismus in Kroatien.
Die monumentale Ikonostase der Kathedrale war ein Werk von Tischlern aus der kroatischen Hauptstadt Zagreb. Die Ikonen malten die beiden serbischen Künstler Stevan Todorović und Živko Jugović. Die Ikonostase, sowie das meiste Inventar der Kathedrale verschwand im Kroatienkrieg (1991–1995).
1991 wurde die Dreifaltigkeitskathedrale von kroatischen Einheiten bombardiert und in Brand gesetzt, was zu schweren Schäden im Inneren und Äußeren der Kathedrale führte. Das Gleiche geschah auch mit dem Bischofspalast. Von 2003 bis 2005 wurde die Kathedrale teilweise renoviert, ohne ihr den alten Glanz zurück zu verleihen. Seit 2012 wird die Kathedrale wieder erneuert.